# Qin Hailu
En una onomàstica xinesa Qin es el cognom i Hailu el prenom.
Qin Hailu (xinès simplificat: 秦海璐) (Yingkou 1978 -). Guionista, actriu de cinema i televisió xinesa.

## Biografia
Qin Hailu  néixer l'11 d'agost de 1978 a Yingkou, província de Liaoning (Xina). El seu pare era projeccionista i la seva mare actriu amateur. Va aprendre a ballar de molt jove i, als sis anys, va ser admesa a l'escola de l'Òpera de Pequín a la seva ciutat natal de Yingkou, on hi va romandre durant deu anys, estudiant dansa i arts marcials al final dels quals va poder entrar al Teatre de l'Òpera de Pequín. A l'escola va coincidir amb futures estrelles com l'actor Liu Ye i les actrius Yuan Quan, Mei Ting i  Zhang Ziyi. Després de treballar-hi durant uns anys, el 1999 va ser admesa, a l'Acadèmia Central D'Art Dramàtic de Pequín.

#### Carrera cinematogràfica
Poc abans de graduar-se, va ser seleccionada en una convocatòria de càsting per treballar en la pel·lícula que preparava el director Fruit Chan : Durian Durian (榴梿飘飘), primera part de la seva "trilogia de prostitutes" (妓女三部曲) estrenada l'any 2000. La pel·lícula va guanyar el premi al millor llargmetratge als 38è Premis de Cinema Cavall d'Or, i  Qin va guanyar el premi a la millor actriu, amb la interpretació d'una jove de Hong Kong la veïna de la qual és una prostituta. També va rebre el premi a la millor actriu dels premis anuals de la Societat de Crítics de Cinema de Hong Kong l'any 2000; Millor actriu dels Sisè Premis Bauhinia d'Or; Millor debutant als 20th Hong Kong Film Awards, i nominada com a millor actriu al 57è Festival Internacional de Cinema de Venècia.
El 2011, va co-escriure el guió i va interpretar un dels papers principals a la pel·lícula taiwanesa "Return Ticket" (到阜陽六百里), inspirada en la història real d'un grup de noies d'un poble que van llogar un autobús per anar de vacances. Produïda per Hou Hsiao-hsien, la pel·lícula va guanyar el premi al millor guió al Golden Horse Festival (Premis de Cinema Cavall d'Or de Taipei ).
Durant la seva carrera ha treballat amb directores com Ma Liwen, en I am Liu Yuejin (我叫刘跃进), (2007) adaptació de la novel·la de Liu Zhenyun, i Ann Hui, amb el paper secundari, el de la Sra Cai (蔡姑娘), a "A Simple Life" (Una vida simple) (桃姐) (2011) i també amb directors com Zhang Meng en el paper de Shu Xian (淑娴) a pel·lícula de “The Piano in a Factory” (钢的).琴), presentada al Festival Internacional de Cinema de Shanghai del 2010, amb Wang Xiaoshuai en "Red Amnesia" (闯入者) del 2014, on va interpretar el paper de l'esposa de Deng Jun (邓军), i amb Zhang Yimou el 2021, en la pel·lícula "Cliff Walkers" (Xuanya Zhishang)  (悬崖之上) on interpreta el paper de Wang Yu (王郁), l’esposa de Zhang Xianchen (张宪臣), el protagonista, un periodista convertit en agent comunista.

#### Trajectòria a la televisió
A partir del 2002 ha treballat en un gran nombre de sèries de televisió, amb papers importants com el de Xiancao (仙草), la dona de Bai Jiaxuan (白嘉轩), a la sèrie de 77 capítols, estrenada l'abril del 2017, adaptació  de la novel·la de Chen Zhongshi: "白鹿原", traduïda a l'anglès com White Deer Plain i al francès com Au pays du cerf blanc.

## Filmografia

#### Cinema
| Any  | Títol anglès              | Títol xinès  | Paper            |
| 2000 | Durian Durian             | 榴莲飘飘     | Qin Yan (Ah Yan) |
| 2002 | Everlasting Love          | 停不了的爱   | Lu               |
| 2002 | Chicken Poets             | 像鸡毛一样飞 | Fang Fang        |
| 2003 | The Coldest Day           | 冬至         | Little cabbage   |
| 2004 | Love Battlefield          | 枪林恋曲     | Aunty Hua        |
| 2004 | Hidden Heroes             | 追击8月15    | Zhang Qi         |
| 2005 | Suffocation               | 窒息         | Mei Zi           |
| 2006 | Taklimakan                | 塔克拉玛干   | Ya Dan           |
| 2006 | Aspirin                   | 阿司匹林     | Herself          |
| 2006 | Undercover Tiger          | 卧虎         | Su Fei           |
| 2006 | After This Our Exile      | 父子         | Sister Xia       |
| 2007 | Fury Or Love              | 怒放         | Yang Lin         |
| 2007 | Call for Love             | 爱情呼叫转移 | Gao Fei          |
| 2007 | My Career as a Teacher    | 我的教师生涯 | Zhou Min         |
| 2008 | I Am Liu Yuejin           | 我叫刘跃进   | Ma Manli         |
| 2009 | Qiu Xi                    | 秋喜         | Hui Honglian     |
| 2010 | Love Tactics              | 爱情三十六计 | Lu Wanhua        |
| 2011 | The Piano in a Factory    | 钢的琴       | Shu Xian         |
| 2011 | Return Ticket             | 到阜阳六百里 | Cao Li           |
| 2012 | Truth or Dare             | 真心话大冒险 | Tao Ying         |
| 2012 | A Simple Life             | 桃姐         | Ms. Cai          |
| 2013 | 101st Marriage Proposal   | 101次求婚    | Tao Zi           |
| 2013 | Christmas Rose            | 圣诞玫瑰     | Ming Jun         |
| 2013 | Young Style               | 青春派       | Teacher San      |
| 2014 | The House That Never Dies | 京城81号     | Psychologist     |
| 2014 | The Crossing              | 太平轮       | Xia Shan         |
| 2015 | Red Amnesia               | 闯入者       | Wang Lu          |
| 2015 | Tale of Three Cities      | 三城记       | Jiu Xiaoling     |
| 2015 | The Crossing 2            | 太平轮       |                  |
| 2016 | 22nd Catch                | 购物女王     | Chen Meizhi      |
| 2016 | Hide & Seek               | 捉迷藏       | Su Hong          |
| 2018 | The Pluto Moment          | 冥王星时刻   |                  |
| 2018 | A Fangirl's Romance       | 迷妹罗曼史   | Lulu             |
| 2018 | Impermanence              | 云水         | Su Mei           |
| 2020 | The Best Is Yet to Come   | 不止不休     | Mrs. Huang       |
| 2021 | Cliff Walkers             | 悬崖之上     | Wang Yu          |

#### Sèries Televisió
| Any  | Títol anglès                    | Títol xinès            | Paper          |
| 2002 | Unusual Citizen                 | 非常公民               | Wen Xiu        |
| 2003 | Yes, I Love You                 | 谁都会说我爱你         | Jia Jiaqin     |
| 2004 | Legend of Le Ji                 | 骊姬传奇               | Le Ji          |
| 2005 |                                 | 桐籽花开               | Ba Yuxiang     |
| 2005 |                                 | 偷心之问               | Zou Yue        |
| 2006 | How Deep is Your Love           | 爱有多深               | Yan Hao        |
| 2006 | If the Moon has Eyes            | 如果月亮有眼睛         | Luo Manli      |
| 2007 | Thank You for Having Loved Me   | 谢谢你曾经爱过我       | Yin Zhihan     |
| 2007 | Women's Choice                  | 女人的选择             | Xu Chunni      |
| 2007 | Chengdu，leave me alone tonight | 成都，今夜请将我遗忘   | Zhao Yue       |
| 2007 |                                 | 谁怜天下慈母心         | Yuan Haijun    |
| 2008 | Women's Flowers                 | 女人花                 | Lin Xuelian    |
| 2008 | Want To Go Home                 | 好想回家               | An Xiaoqiu     |
| 2008 | Dongfang Shuo                   | 东方朔                 | Luo Qi         |
| 2009 | Shanghai of Bourne              | 谍影重重之上海         | Lin Xuan       |
| 2009 | Pigeon Whistle                  | 鸽子哨                 | Mi Xiaoju      |
| 2010 |                                 | 松花江上               | Cheng Xizhen   |
| 2010 | Police Meets Soldier            | 警察遇到兵             | Luo's wife     |
| 2010 | Golden Wedding                  | 金婚风雨情             | Shi Feifei     |
| 2011 |                                 | 盘龙卧虎高山顶         | Deng Cao       |
| 2011 | Secret History of Empress Wu    | 武则天秘史             | Lady of Han    |
| 2011 |                                 | 金陵秘事               | Bai Yanyan     |
| 2012 |                                 | 谍海鹰眼               | Li Molan       |
| 2011 |                                 | 再过把瘾               | Du Mei         |
| 2012 |                                 | 独立纵队               | Li Shuwei      |
| 2012 |                                 | 知足常乐               | Sun Fei        |
| 2012 | The Fireball                    | 火流星                 | Liu Xiangmei   |
| 2012 | Winter Snow                     | 冬雪                   | Yang Dongxue   |
| 2012 | A World Without Thieves         | 天下无贼               | Xiao Shanghai  |
| 2013 | A Family Affair                 | 全家福                 | Liu Cuilan     |
| 2013 | Angel Is Coming                 | 今夜天使降临           | Kai Selin      |
| 2013 | If By Life You Were Deceived    | 假如生活欺骗了你       | Cheng Zhenzhen |
| 2013 | Glorious Mission                | 光荣使命               | Lin Hai        |
| 2013 | Heading For Happiness           | 向幸福前进             | Gao Lihua      |
| 2014 |                                 | 盾神出击               | Shi Weilan     |
| 2014 | Waits For Happiness             | 幸福稍后再播           | Ye Ling        |
| 2014 | Red Sorghum                     | 红高粱                 | Shu Xian       |
| 2015 | Mum Go Go Go                    | 妈妈向前冲             | Wang Qing      |
| 2016 | Mum Go Go Go 2                  | 妈妈向前冲冲冲         | Wang Qing      |
| 2016 | Women Must be Stronger          | 女不强大天不容         | Xu Wenjun      |
| 2017 | White Deer Plain                | 白鹿原                 | Xian Cao       |
| 2018 | Only Side by Side with You      | 南方有乔木             | An Ning        |
| 2018 |                                 | 楼外楼                 | Li Chunxian    |
| 2018 | The Years You Were Late         | 你迟到的许多年         | Zhao Yiqin     |
| 2019 | The Legendary Tavern            | 老酒馆                 |                |
| 2020 | Dearest, Where Are You          | 亲爱的，你在哪里       |                |
| 2020 | The Stage                       | 我待生活如初恋         |                |
| 2020 | Love and Lost                   | 最初的相遇，最后的别离 |                |
| 2021 | A Little Mood for Love          | 小敏家                 | Li Ping        |
| 2022 |                                 | 猎罪图鉴               | Police Chief   |

## Premis
| Any  | Premi                                                        | Categoria                  | Pel·lícula                      | Resultat   |
| 2000 | 20th Hong Kong Film Awards                                   | Millor actriu              | Durian Durian                   | Nominada   |
| 2000 | 20th Hong Kong Film Awards                                   | Millor actriu debutant     | Durian Durian                   | Guanyadora |
|      | 45th Asia-Pacific Film Festival                              | Millor actriu              | Durian Durian                   | Nominada   |
| 2001 | Premis de Cinema Cavall d'Or                                 | Millor actriu              | Durian Durian                   | Guanyadora |
| 2001 | Premis de Cinema Cavall d'Or                                 | Millor actriu debutant     | Durian Durian                   | Guanyadora |
| 2001 | 7th Hong Kong Film Critics Society Award                     | Millor actriu              | Durian Durian                   | Guanyadora |
| 2001 | 6th Golden Bauhinia Awards                                   |                            | Durian Durian                   | Guanyadora |
| 2001 | 46th Asia-Pacific Film Festival                              |                            | Chicken Poets                   | Nominada   |
| 2002 | 55è Festival Internacional de Cinema de Locarno              | Millor actriu              | Chicken Poets                   | Nominada   |
| 2005 | 5th Chinese Film Media Awards                                | Millor actriu secundària   | Love Battlefield                | Guanyadora |
| 2006 | 13th Hong Kong Film Critics Society Award                    | Millor actriu              | After This Our Exile            | Nominada   |
| 2011 | 2nd New York Chinese Film Festival                           | Millor artista asiàtic     | The Piano in a Factory          | Guanyadora |
| 2011 | 14th Huabiao Awards                                          | Actriu destacada           | The Piano in a Factory          | Nominada   |
| 2011 | 28th Golden Rooster Awards                                   | Millor actriu              | The Piano in a Factory          | Nominada   |
| 2011 | 48th Golden Horse Awards                                     | Millor actriu protagonista | The Piano in a Factory          | Nominada   |
| 2011 | 48th Golden Horse Awards                                     | Millor guió                | Return Ticket                   | Guanyadora |
| 2011 | 14th China Movie Channel Media Awards                        | Millor actriu              | The Piano in a Factory          | Guanyadora |
| 2011 | 18th Beijing College Student Film Festival                   |                            | The Piano in a Factory          | Nominada   |
| 2011 | 18th Beijing College Student Film Festival                   |                            | Return Ticket                   | Nominada   |
| 2012 | 12th Chinese Film Media Awards                               |                            | Return Ticket                   | Nominada   |
| 2012 | 12th Chinese Film Media Awards                               |                            | The Piano in a Factory          | Nominada   |
| 2012 | 3rd China Film Director's Guild Awards                       |                            | The Piano in a Factory          | Nominada   |
| 2012 | 31st Hong Kong Film Award                                    | Millor actriu secundària   | A Simple Life                   | Nominada   |
| 2012 | 2nd China Golden Lion Award for Drama                        | Actriu destacada           | Four Generations Under One Roof | Guanyadora |
| 2013 | 14è Jinfenghuang Jiang                                       | Society Award              | Young Style                     | Guanyadora |
| 2013 | 16th China Movie Channel Media Awards                        | Millor actriu              | Young Style                     | Nominada   |
| 2014 | 12è Festival de Cinema de Changchun                          |                            | Young Style                     | Nominada   |
| 2014 | 5th China Film Director's Guild Awards                       |                            | Young Style                     | Nominada   |
| 2014 | 14th Chinese Film Media Awards                               | Millor actriu secundària   | Young Style                     | Nominada   |
| 2014 | 20th Shanghai Television Festival                            | Millor actriu              | If By Life You Were Deceived    | Nominada   |
| 2015 | 20th Shanghai Television Festival                            | Millor actriu secundària   | Red Sorghum                     | Guanyadora |
| 2016 | 3rd Asia Rainbow TV Awards                                   | Millor actriu secundària   | Red Sorghum                     | Guanyadora |
| 2016 | 35th Hong Kong Film Award                                    | Millor actriu secundària   | Tale of Three Cities            | Nominada   |
| 2017 | 4th The Actors of China Award Ceremony                       | Millor actriu              | —                               | Guanyadora |
| 2018 | 31st Flying Apsaras Award                                    | Actriu destacada           | White Deer Plain                | Nominada   |
| 2018 | 24th Shanghai Television Festival                            | Millor actriu              | White Deer Plain                | Nominada   |
| 2018 | 24th Huading Awards                                          | Millor actriu              | Lou Wai Lou                     | Nominada   |
| 2019 | 26th Huading Awards                                          | Millor actriu              | The Legendary Tavern            | Nominada   |
| 2019 | 26th Huading Awards                                          | Millor actriu              | The Legendary Tavern            | Nominada   |
| 2019 | 26th Huading Awards                                          | Top Ten Favorite Actors    | The Legendary Tavern            | Guanyadora |
| 2019 | Golden Bud – The Fourth Network Film And Television Festival | Millor actriu              | The Legendary Tavern, Homeland  | Nominada   |
| 2020 | 26th Shanghai Television Festival                            | Millor actriu              | The Legendary Tavern            | Nominada   |
| 2020 | 32nd Flying Apsaras Awards                                   | Actriu destacada           | The Legendary Tavern            | Guanyadora |
| 2021 | 27th Shanghai Television Festival                            | Millor actriu secundària   | The Stage                       | Nominada   |
| 2021 | 15th Asian Film Awards                                       | Millor actriu secundària   | Cliff Walkers                   | Nominada   |